# Emánuel Hegyi
Emánuel Hegyi (hongarès: Hegyi Emánuel)  (Bratislava, 25 de març de 1877 - Budapest, 29 de març de 1944) va ser un advocat, pianista i professor universitari.

## Biografia
Els seus pares van ser Pál Hegyi i Terézia Barcs. Després dels estudis d'advocacia, va començar el seu servei com a advocat en pràctiques al jutjat de Máramarosziget. El 1906 es va matricular a l'Acadèmia de Música, on va ser alumne d'Árpád Szendy i Béla Szabados. Es va graduar el 1910. Després de la seva gran exitosa gira de concerts a l'estranger, va ser professor de piano a l'Acadèmia de Música entre 1912 i 1942. A més de la seva tasca com a professor, també va actuar com a intèrpret.